# Annumbi alouette
Coryphistera alaudina
Genre
Espèce
Statut de conservation UICN

 LC  : Préoccupation mineure
L'Annumbi alouette (Coryphistera alaudina) est une espèce de passereau appartenant à la famille des Furnariidae. C'est la seule espèce du genre Coryphistera.

## Répartition
Son aire s'étend du Gran Chaco à l'ouest de l'Uruguay et le nord-est de la Patagonie.

## Habitat
Son habitat est les régions de broussailles sèches tropicales ou subtropicales.

## Sous-espèces
D'après Alan P. Peterson, il existe deux sous-espèces :
- Coryphistera alaudina campicola Todd, 1915 — sud-est de la Bolivie et ouest du Paraguay ;
- Coryphistera alaudina alaudina Burmeister, 1860 — sud de la Bolivie et du Brésil et nord de l'Argentine.